# 新光碼頭

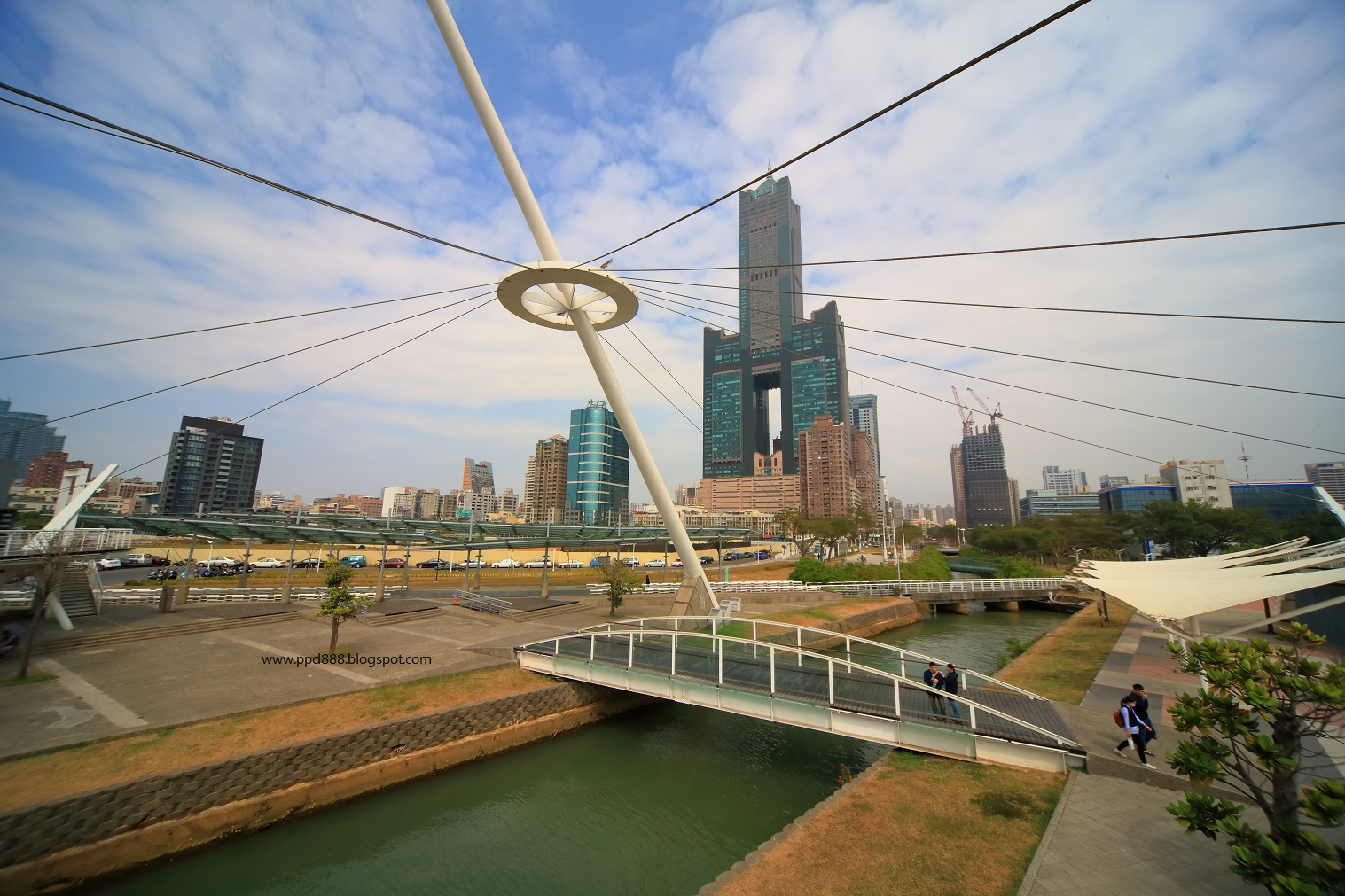
新光碼頭內的日晷裝置藝術

新光碼頭（亦稱海洋之星）為高雄港第二十二號碼頭，位於台灣高雄市前鎮區新光路及成功路底。原為給水船舶碼頭，因應政府政策，逐漸改為觀光型碼頭，周遭設有星光水岸公園，還建設了一座造型戲水池，原碼頭位址則改建為遊艇碼頭。曾在此舉辦跨年晚會、高雄燈會和高雄國際貨櫃藝術節。

## 地域概述
新光碼頭位於高雄展覽館旁。地處三多商圈附近，靠近高雄市立圖書館總館、中鋼集團總部大樓、高雄85大樓等，且附近有高雄大遠百等多間百貨公司。並且位於重要交通樞紐上。

## 景點介紹

### 造型觀海台
以特殊帆布概念集合而成，整體為半圓形，初期工程並無人造山下坡道。而下方是咖啡廳（在人多的時候該處座椅不提供給未消費的遊客，現已停業）。觀海台設有公共廁所和電梯。

### 星光水岸公園
一般泛指新工程後在碼頭臨海腹地所闢建的大片公園綠地，位在觀海台以南，西鄰高雄與旗津間的海域，不時有船隻經過，許多民眾常前來享受海風、觀賞海景。以東則是寬廣的草原與步道，其中有兩人造土丘，連結觀海台之一樓與二樓。公園內設有水霧拱門和大型戲水池等親水設施，以及海洋生物雕塑等海洋主題造景。

### 戲水池

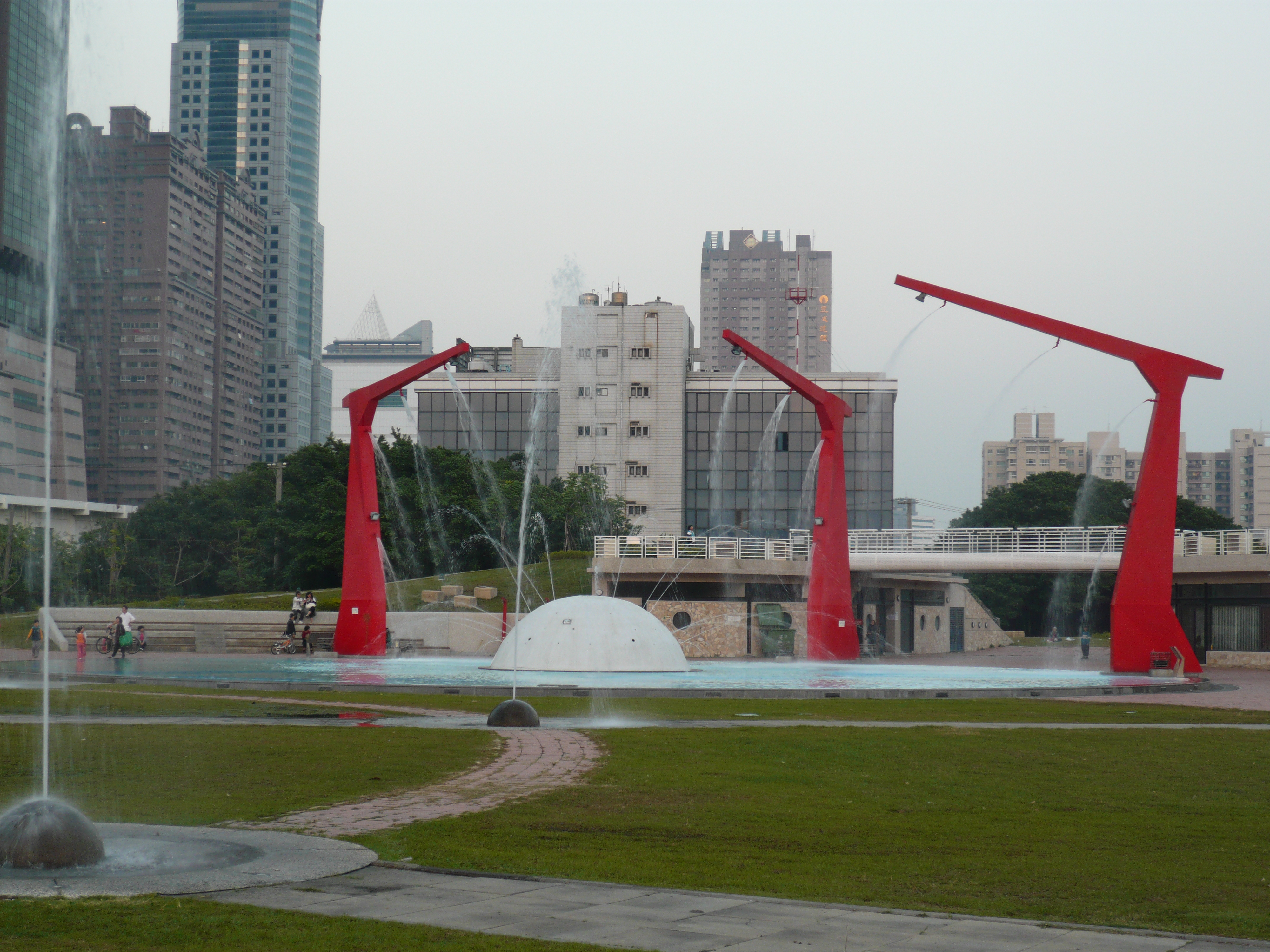
戲水池

為一淺池，自周圍往中央遞深，但最深不超過100cm。中央為一半球，水柱孔佈滿中央球體以及池的四周，在特定的時間會隨音樂而施放水柱。池中設有滑梯、灑水桶、水槍、噴水拱門等遊樂設備，以及海豚、海星等海洋生物造型雕塑。水池四周設有三個大型的紅色噴水器，造型仿照港口貨櫃吊臂意象設計。水池底部以游泳池常見之防滑材質鋪成。在夏日豔陽下容易附著水藻，所以不定期市府會有關閉以清理水池的動作。戲水池旁設有更衣室，內有盥洗淋浴設備。

### 鐵路和新光車站

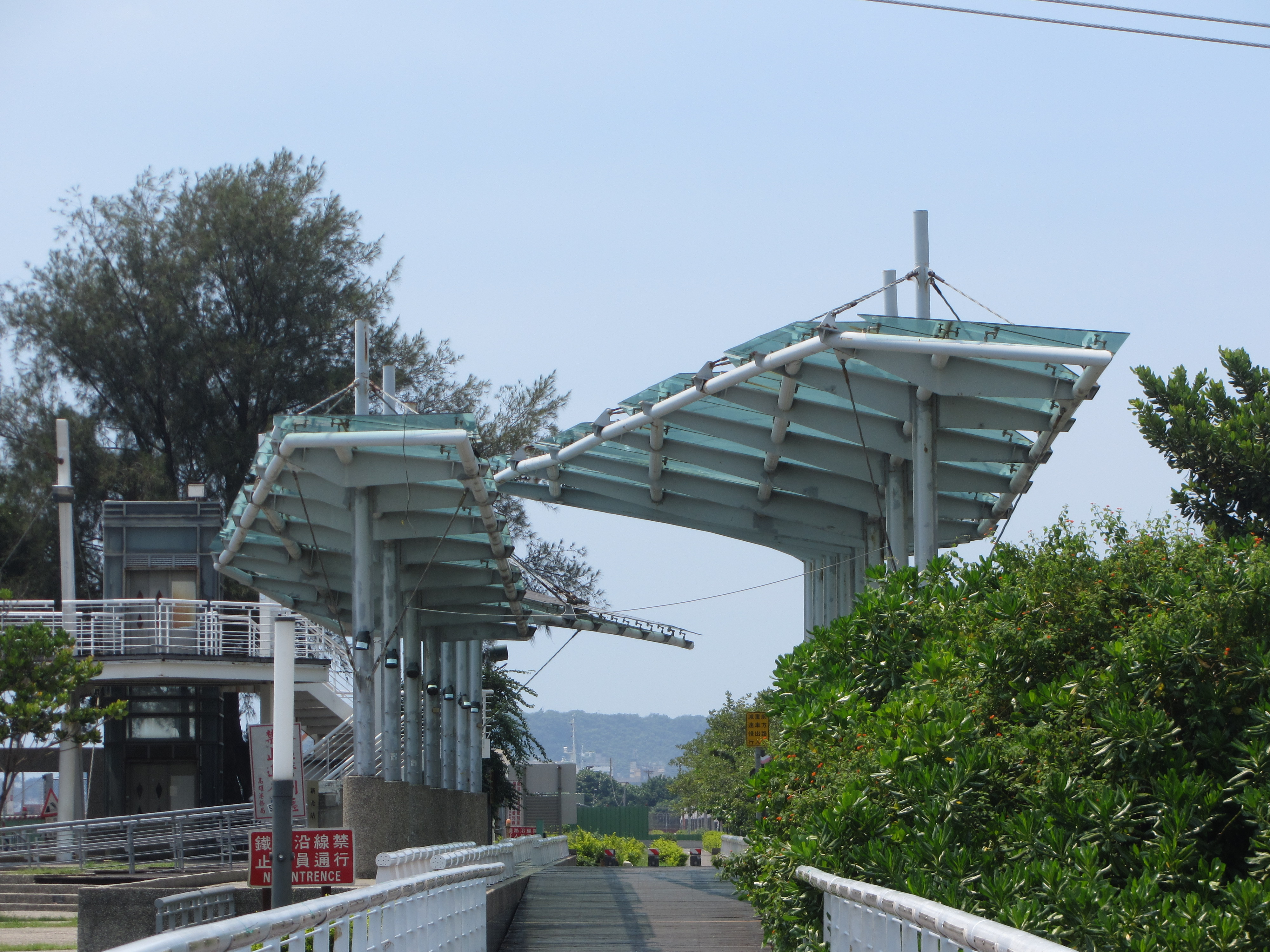
新光車站

新光車站原為高雄臨港線之車站，在廢線之前有台鐵嘟嘟列車經過。現在鐵路只成裝飾，但站體仍保留，鐵路原線則改為自行車木棧道，為新光碼頭記錄過去高雄碼頭繁榮的歷史。

### 貨櫃藝術
此乃新光碼頭最早即有的設施之一，亦為代表高雄之有名景點。

### 新光步道
為貨櫃藝術與觀海台間之步道。

### 風力發電系統
為新光碼頭特色之一，在新光步道附近矗立三座風扇，另外在附近則有一處變電箱以操作此系統。

### 遊艇碼頭

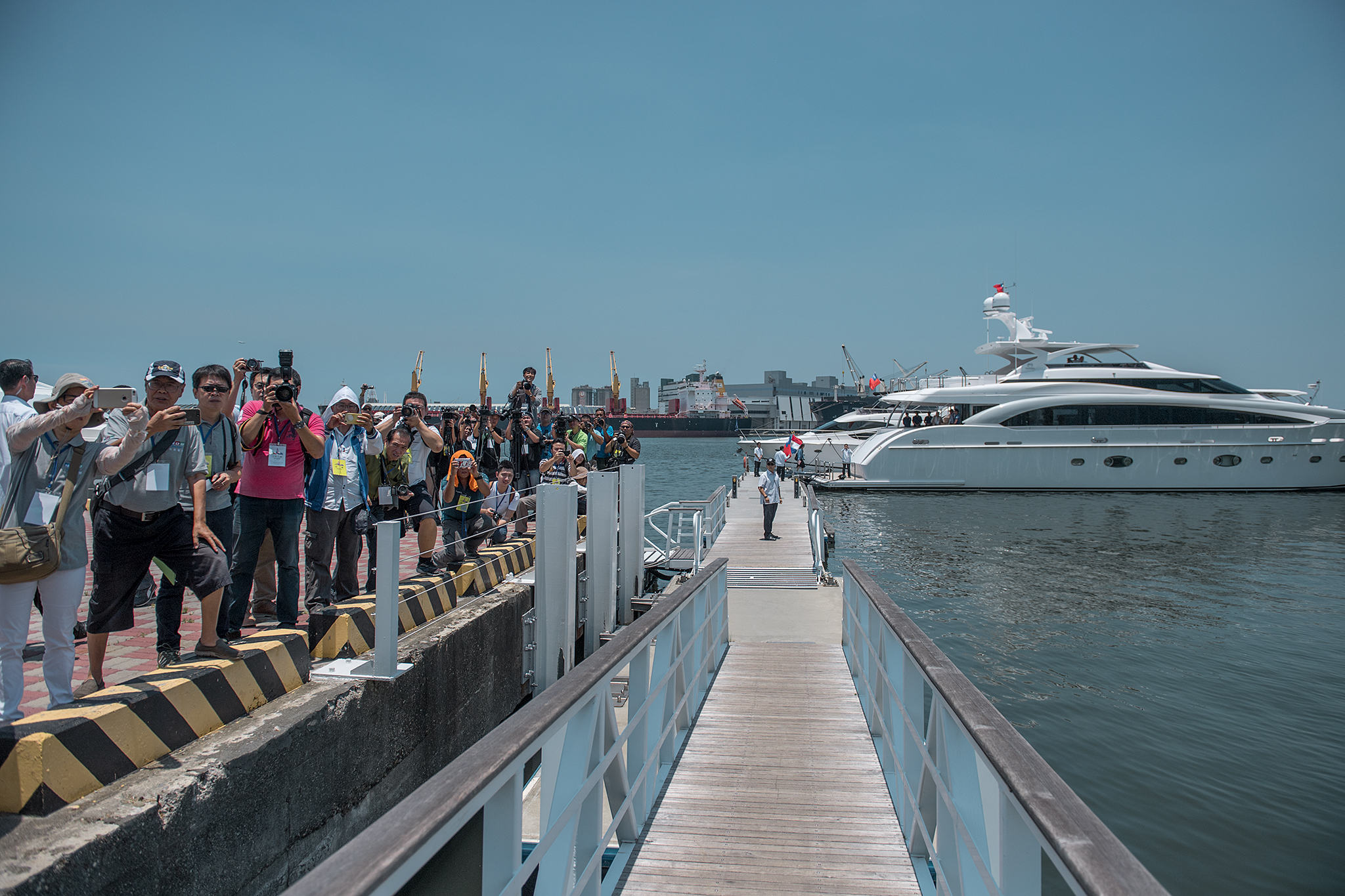
遊艇碼頭

位於高雄展覽館旁，為22號碼頭所在位址。提供10米到60米的遊艇泊位，以及遊艇銷售、遊艇租賃、遊艇管家、婚紗拍攝、活動場域租賃等服務。此外，岸上還有遊艇專屬的辦公室和餐廳酒吧。

### 中油海洋天堂公園
位於高雄軟體科技園區二期用地旁，鄰近遊艇碼頭的親子共融式休憩園區，結合台灣中油及亞洲新灣區海洋意象，包含不同主題遊戲區及多項遊樂設備。

## 交通
- 高雄捷運
  -  環狀輕軌：高雄展覽館站。
- 高雄市公車環狀168幹線、214路、紅21路

## 外部連結
- 高雄旅遊網（繁體中文）（简体中文）（英文）（日語）